# محمدحسین نظیری نیشابوری
محمدحسین نظیری نیشابوری (درگذشته ۱۰۲۱ه‍.ق/۱۶۱۲م) از شاعران مؤلف و صاحب سبک تاریخ شعر پارسی به‌شمار می‌رود که بر جریانات شعری معاصر و بعد از خود تأثیری عمیق نهاد.
او خالق این بیت بسیار معروف است که به صورت ضرب‌المثل درآمده:
| گل به خزان شکفته شد وین دل بسته وا نشد |  | در بُن ناخن است نی بخت گره گشای را |
| درس ادیب اگر بود زمزمهٔ محبتی           |  | جمعه به مکتب آورد طفل گریزپای را  |

## زندگی‌نامه
محمدحسین نظیری نیشابوری، در نیمهٔ دوم سده دهم (قمری) در نیشابور متولد شد. وی پس از گذراندن تحصیلات، به شاعری روی آورد و برای آزمودن طبع، به کاشان که از مراکز مهم شعر پارسی در آن روزگار و محل تجمع شاعران سبک وقوع بود روی آورد و در چند مجلس طرح شعر بر شاعران معتبر سبک وقوع پیروز شد و سپس عازم هند گردید. همزمان با حکومت سلاطین صفوی در ایران که به سبب اولویت‌های سیاسی و نظامی، به شعر غیرایدئولوژیک توجه چندانی نداشتند، سلاطین گورکانی هند در شبه قارهٔ هند به حمایت گسترده از علم و ادب و هنر ایرانی پرداخته بودند و دربار آنان و دربارهای محلی امرایشان، مرکز تجمع بیشترین تعداد دانشمندان، صنعتگران، هنرمندان و ادب پیشگان ایرانی و ایرانی مآب شده بود. نظیری نیز با پیوستن به دربار جهانگیر شاه (ح. ۱۰۱۴–۱۰۳۷ ه‍.ق/۱۶۰۵–۱۶۲۷ م) امپراتور گورکانی هند و سپس بارگاه سپهسالار او خانخانان به ثروتی افسانه‌ای دست یافت و مهم‌ترین شاهکارهایش را در سال‌های اقامت در هند آفرید تا آنکه به سال ۱۰۲۱ قمری در شهر آگره در اوج ثروت، شهرت، حرمت و محبوبیت درگذشت.

## میراث و جایگاه او
از نظیری نیشابوری دیوانی مشتمل بر انواع گوناگون شعر بر جا مانده که همه در حد کمالند و به استناد این اشعار متنوع، می‌توان نظیری را از شاعران جامع در ادب پارسی و از آخرین بقایای چنین شاعرانی دانست. وی در انواع و قالب‌های گوناگون شعر، استاد بود اما برتری انحصاری او که مورد توجه شاعران دیگر بود، در غزل تجلی یافته و با توجه به همین غزلیات است که برخی منتقدان و از جمله شبلی نعمانی او را از انبیای شعر پارسی دانسته‌اند و شاعرانی چون صائب تبریزی مقام خود را فروتر از نظیری دانسته‌اند. شگرد انحصاری نظیری در غزل، ارائهٔ تصویری مفاهیم انتزاعی و مخصوصاً عواطف و احساسات بشری است و چون جوهرهٔ غزل نیز همین احساسات و عواطف است، غزل نظیری، بدل به روایت ملموس و آشنای ملتهب‌ترین و نازک‌ترین عواطف و احساسات گردیده به گونه‌ای که خوانندگان، به‌سرعت و در سرحد شدت، با دنیای عواطف گرم و تپندهٔ نظیری پیوند می‌خورند.
برتری‌های فنی غزل نظیری، ثروت او که خود نتیجهٔ برتری‌های شعر وی است و نیز محبوبیت شخصی نظیری موجب تقلید وسیع شاعران معاصر و مابعد نظیری از غزلیات وی شد به گونه‌ای که نظیری را بدل به شاعری با تأثیر عمیق بر شعر پارسی معاصر و مابعد خود ساخت و حتی آنچه امروز جریان بازگشت ادبی خوانده می‌شود و عکس‌العمل شعر پارسی داخل ایران در برابر افراط‌گری‌های اواخر سبک هندی بود، چیزی نیست جز بازگشت به شگردهای غزل نظیری نیشابوری و تعدادی دیگر از شاعران قرن‌های دهم و یازدهم هجری، هرچند که به رغم موفقیت غزل‌های نظیری، نمونه‌های تقلیدشده از او در دوران بازگشت ادبی، به سبب فقدان اصالت، چندان موفق از آب در نیامد.

## نمونه اشعار
| یادت به‌خیر باد که در گریه‌های گرم |  | شوقی که از خودم بِرَهانی نهاده‌ای   |
| ارزان مکن کرشمهٔ خوبی که در دلم   |  | ذوقی که بیش از آن نتوانی نهاده‌ای |

| فلک مزدورِ ایمای تو باشد      |  | نوازد هرکه را رای تو باشد   |
| شود مجروح مغز استخوانم       |  | سرِ خاری چو در پای تو باشد   |
| نیازارم ز خود هرگز دلی را    |  | که می‌ترسم در او جای تو باشد |
| حریفی کز خرد بازیچه سازد     |  | نگاه کارفرمای تو باشد       |
| دو عالم نقد جان در دست دارند |  | به بازاری که سودای تو باشد  |
| گل صدرنگ می‌رویَد از آن خاک    |  | که دُردی‌نوشِ صهبای تو باشد    |
| کدورت نیست کاخِ سینه‌ای را     |  | که راهش بر تماشای تو باشد   |
| نهایت نیست طومارِ دلی را      |  | که عنوانش تمنای تو باشد…    |

| توبه هشیار می گویند و می گردد قبول |  | تا ننوشم می مرا یا رای استغفار نیست    |
| پیش پای سرد و گرم روزگار افتاده ام |  | سایه در ویرانه ام از پستی دیوار نیست   |
| اندکی ای ناله امشب بی اثر می یابمت |  | آنکه هر شب می شنید امشب مگر بیدار نیست |
| مُردم از شرمندگی تا چند با هر ناکسی |  | مردمت از دور بنمایند و گویم یار نیست   |

| چه خوش است از دو یک‌دل سرِ حرف باز کردن |  | سخنِ گذشته گفتن گلهٔ دراز کردن            |
| نه چنان گرفته‌ای جا به میان جان شیرین  |  | که توان تو را و جان را ز هم امتیاز کردن |